# Liste de lacs par volume
Cet article recense les principaux lacs, ordonnés par volume décroissant.

## Liste
La liste suivante recense les lacs dont le volume dépasse 100 km3. Le volume d'un lac est une quantité difficile à mesurer. Généralement, il est déduit par intégration des données bathymétriques. De plus, le volume d'un lac peut varier significativement suivant les saisons, tout particulièrement dans le cas des lacs salés situés en climat aride. Pour ces raisons, les données numériques de volume des lacs peuvent varier considérablement d'une source à une autre.
| #    | Lac                    | Pays                                                | Continent        | Volume (km3) |
| ---- | ---------------------- | --------------------------------------------------- | ---------------- | ------------ |
| +01, | Caspienne              | Azerbaïdjan, Iran, Kazakhstan, Russie, Turkménistan | Asie             | +78 200,     |
| +02, | Baïkal                 | Russie                                              | Asie             | +23 600,     |
| +03, | Tanganyika             | Burundi, R. D. du Congo, Tanzanie, Zambie           | Afrique          | +18 900,     |
| +04, | Supérieur              | Canada, États-Unis                                  | Amérique du Nord | +11 600,     |
| +05, | Michigan-Huron         | Canada, États-Unis                                  | Amérique du Nord | +08 260,     |
| +06, | Malawi                 | Malawi, Mozambique, Tanzanie                        | Afrique          | +07 725,     |
| +07, | Vostok                 | Antarctique                                         | Antarctique      | +05 400,     |
| +08, | Victoria               | Kenya, Ouganda, Tanzanie                            | Afrique          | +02 750,     |
| +09, | Grand lac de l'Ours    | Canada                                              | Amérique du Nord | +02 236,     |
| +10, | Yssyk Koul             | Kirghizistan                                        | Asie             | +01 730,     |
| +11, | Ontario                | Canada, États-Unis                                  | Amérique du Nord | +01 710,     |
| +12, | Grand lac des Esclaves | Canada                                              | Amérique du Nord | +01 580,     |
| +13, | Aral                   | Kazakhstan, Ouzbékistan                             | Asie             | +01 020,     |
| +14, | Ladoga                 | Russie                                              | Europe           | +00908,      |
| +15, | Titicaca               | Bolivie, Pérou                                      | Amérique du Sud  | +00710,      |
| +16, | Van                    | Turquie                                             | Asie             | +00607,      |
| +17, | Kivu                   | R. D. du Congo, Rwanda                              | Afrique          | +00569,      |
| +18, | Érié                   | Canada, États-Unis                                  | Amérique du Nord | +00545,      |
| +19, | Lac Khövsgöl           | Mongolie                                            | Asie             | +00480,      |
| +20, | Onega                  | Russie                                              | Europe           | +00295,      |
| +21, | Turkana                | Kenya                                               | Afrique          | +00204,      |
| +22, | Mer Morte              | Cisjordanie, Israël, Jordanie                       | Asie             | +00188,      |
| +23, | Vänern                 | Suède                                               | Europe           | +00180,      |
| +24, | Albert                 | Ouganda, R. D. du Congo                             | Afrique          | +00132,      |
| +25, | Winnipeg               | Canada                                              | Amérique du Nord | +00127,      |
| +26, | Balkhach               | Kazakhstan                                          | Asie             | +00112,      |
| +27, | Athabasca              | Canada                                              | Amérique du Nord | +00110,      |
| +28, | Lac Nicaragua          | Nicaragua                                           | Amérique du Nord | +00108,      |